# 탐보프현

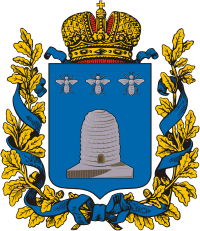
탐보프현의 문장

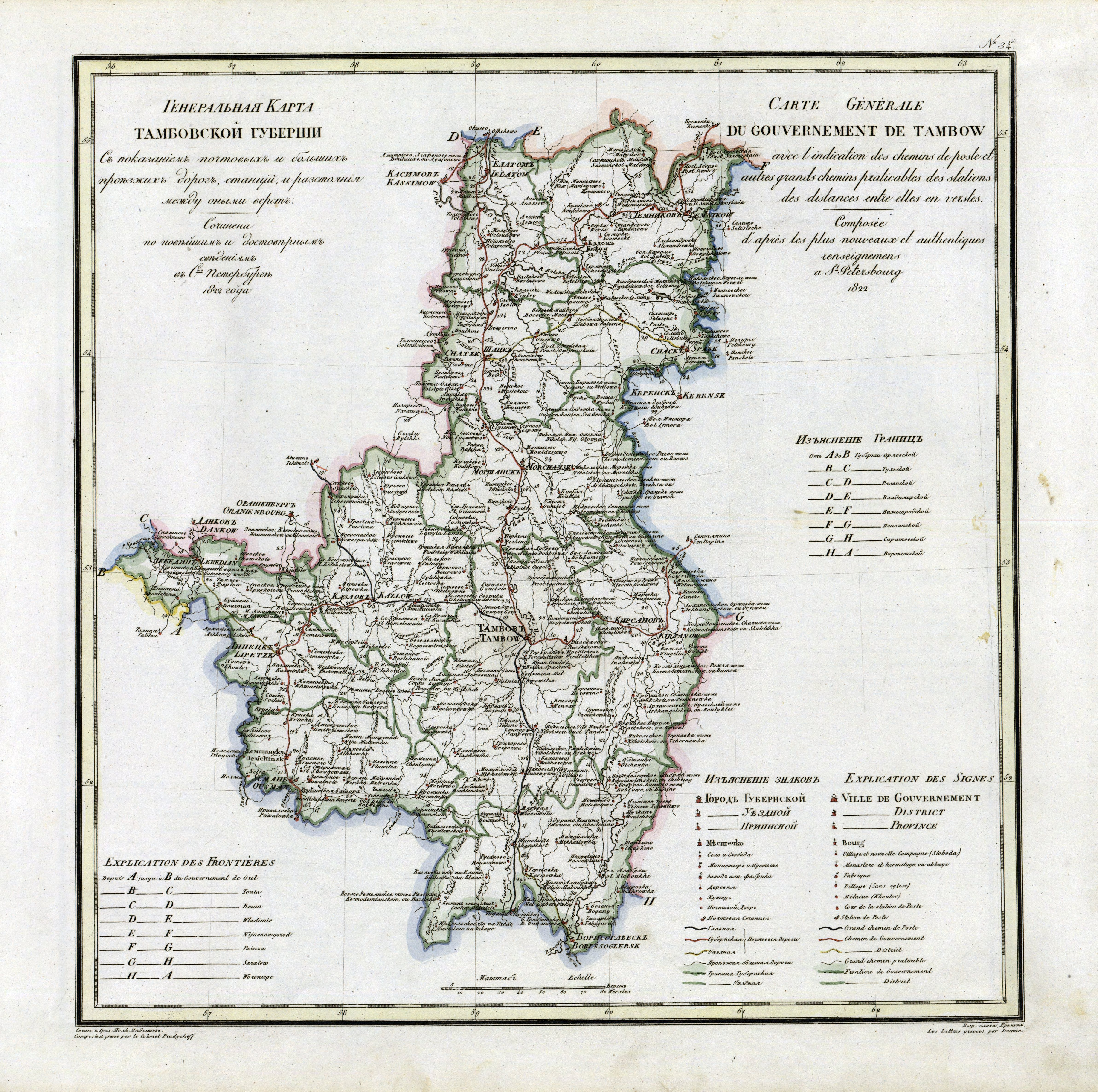
탐보프현의 지도

탐보프현(러시아어: Тамбовская губерния)은 1796년부터 1937년까지 존재했던 러시아 제국의 현으로 현도는 탐보프이며 면적은 66,586km2, 인구는 2,684,030명(1897년 당시 기준)이다. 현재의 러시아 탐보프주, 리페츠크주 동부, 랴잔주 동부에 걸쳐 있었다.

## 같이 보기
- 탐보프